# 1 Pułk Rozpoznawczy

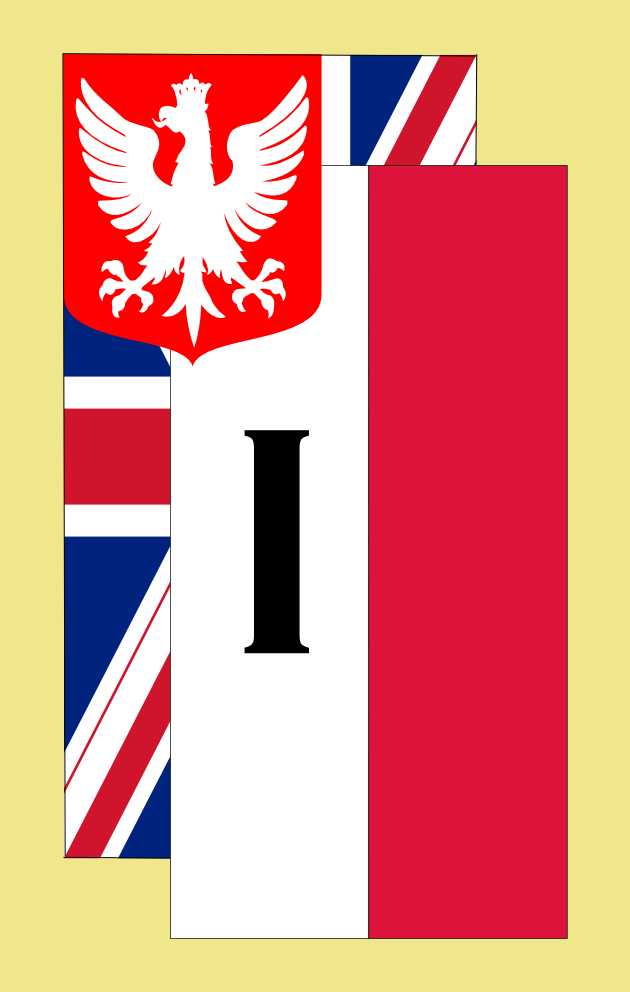
Oznaka I Korpusu PSZ na Zachodzie

1 Pułk Rozpoznawczy – jednostka rozpoznawcza 1 Dywizji Pancernej.

## Dywizjon rozpoznawczy

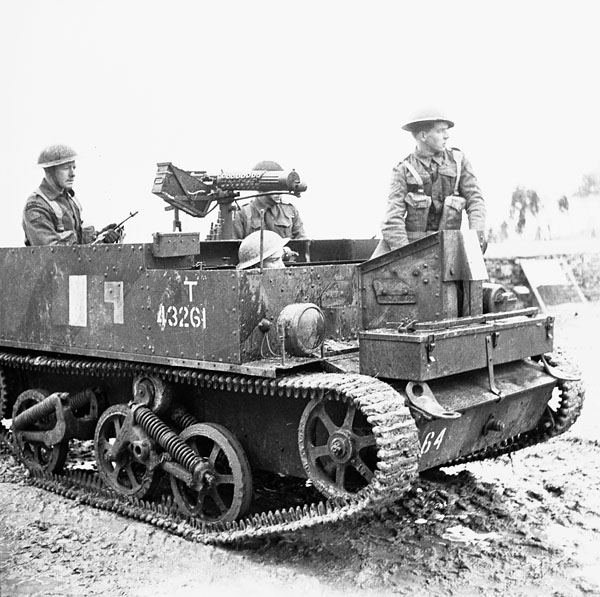
Universal Carrier – podstawowe wyposażenie dywizjonu

Powstał w 1 października 1940 jako dywizjon rozpoznawczy I Korpusu Polskiego. Na jego dowódcę wyznaczony został ppłk Emil Gruszecki. Dywizjon zakwaterowano w Perth. Początkowo posiadał dwa improwizowane samochody pancerne Bedford OXA oraz cztery Bren Carriery. Nie otrzymał żadnego czołgu. Szwadron czołgów przekazano do 1 pułku czołgów, a w jego miejsce zorganizowano szwadron samochodów pancernych. 
W lipcu 1941 dywizjon otrzymał taką liczbę Universal Carrierów, która pokryła potrzeby etatowe szwadronów. Rozpoczęto intensywne szkolenie żołnierzy. W październiku zwiadowcy szkolili się wspólnie z pododdziałami  szkockiej 51 Dywizji występując jako "strona przeciwna". W trakcie ćwiczeń dywizjon "wziął do niewoli" znaczną liczbę "jeńców".

### Skład organizacyjny
- dowództwo
- szwadron dowodzenia
- trzy szwadrony liniowe

Dwa szwadrony miały być wyposażone w samochody pancerne a jeden w czołgi.

## W składzie 1 Dywizji Pancernej

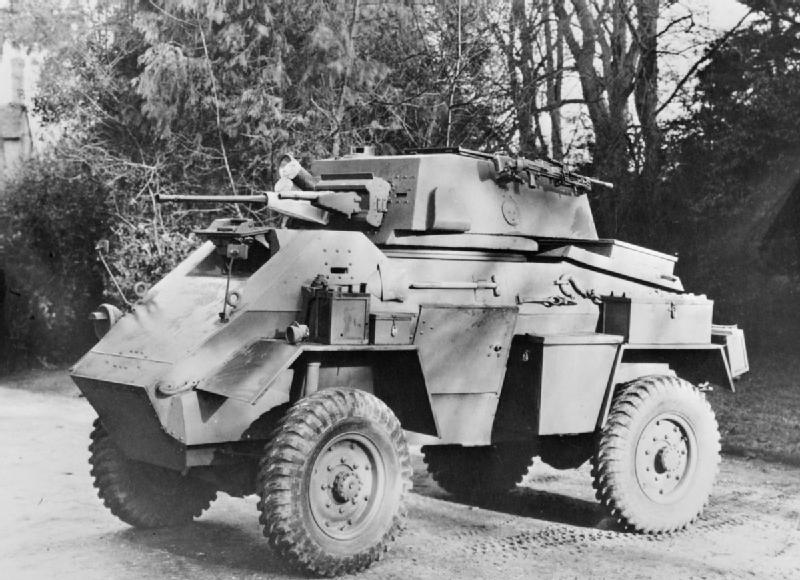
Humber – samochód pancerny pułku

8 kwietnia 1942 dowódca I Korpusu podporządkował dywizjon dowódcy 1 Dywizji Pancernej. Trzy dni później dyon zmienił miejsce postoju. Stacjonował w Deer Park Camp. Na przełomie czerwca i lipca rozpoczęły się stopniowe dostawy sprzętu pancernego. Pułk otrzymał samochody Daimler Dingo oraz Humber. Rozpoczęto przeszkalanie żołnierzy na nowym sprzęcie. 
30 czerwca 1942 dywizjon został przeformowany w 1 Pułk Rozpoznawczy według brytyjskiego etatu Nr I/44/1 o stanie 860 oficerów i szeregowych. W maju 1943 pułk musiał zdać wszystkie samochody Daimler. Dwa  szwadrony liniowe czasowo pozostawały bez zasadniczego wyposażenia. Jednak w końcu miesiąca otrzymano nowe samochody Humber. Od tego momentu  pułk dysponował całym wyposażeniem pancernym przewidzianym etatem.
W związku z przejściem 1 DPanc na nowe etaty, z dniem 1 października 1943 rozwiązano l Pułk Rozpoznawczy. 
Pułkiem rozpoznawczym dywizji został pancerny pułk rozpoznawczy – 10 Pułk Strzelców Konnych. Na bazie kadry i sprzętu 1 Pułku Rozpoznawczego sformowano 1 Samodzielny Szwadron CKM.

### Struktura organizacyjna pułku
dowództwo
- szwadron dowodzenia
  - pluton sztabowy
  - pluton techniczno–gospodarczy
  - pluton regulacji ruchu
- cztery szwadrony liniowe
  - pluton dowódcy

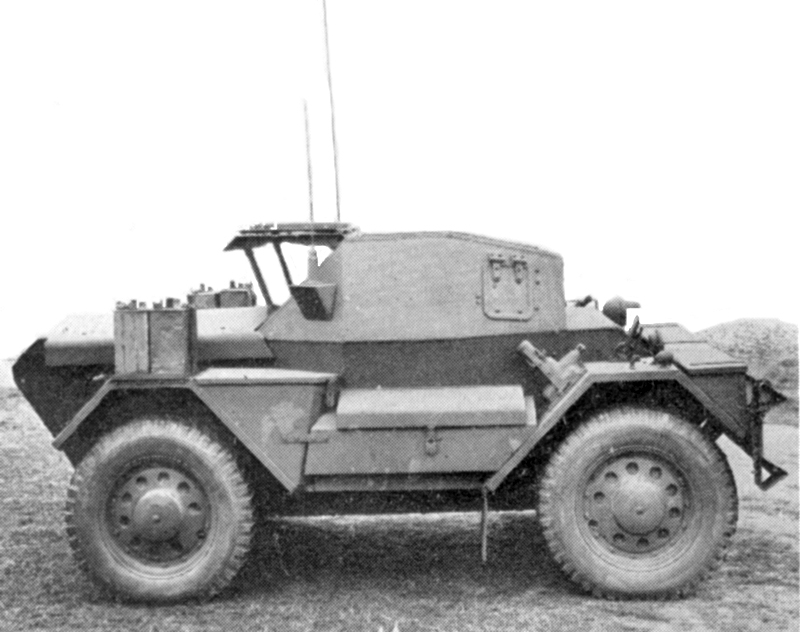
Daimler Dingo – samochód pancerny pułku

  - pięć plutonów samochodów pancernych
- pluton łączności
- czołówka naprawcza

## Odznaka pamiątkowa
Odznaka zatwierdzona została  rozkazem  Naczelnego Wodza i Ministra Spraw Wojskowych, Dz. Rozk.nr 1 z 20 stycznia 1942.  Odznaka o wymiarach: 32,8x32,5 mm, dwuczęściowa, mocowana na śrubce. Na metalowym, równoramiennym, pokrytym żółtą emalią krzyżu nałożony szyszak husarski, wykonany z białego, oksydowanego metalu.

Inne wersje posiadają różnice w kolorze emalii. Występuje też  wersja: tombak srebrzony, bez emalii, łączona jednym nitem, a pod odznakę podkładano bordową podkładkę. Kolejna wersja: bez emalii, krzyż ręcznie wykonany z brązu z nałożonym szyszakiem, łączona jednym nitem.

## Kadra pułku
Dowódcy pułku
- ppłk Emil Gruszecki (1 X 1940 – 30 VI 1941)
- ppłk dypl. Antoni Grudziński (30 VI 1941 – 13 VII 1942)
- mjr dypl. Zbigniew Dudziński (13 VII 1942 – 5 III 1943)
- mjr Andrzej Szajowski (5 – 20 III 1944)
- mjr Marian Kochanowski (5 IV 1944 – 1 VII 1946)
- rtm. Jerzy Nowakowski (1 VII 1946 – 10 IV 1947)

Inni
- rtm. Narcyz Łopianowski
- plut. Kazimierz Kubicz